# Dekanat Žamberk
Dekanat Žamberk – jeden z 14 dekanatów diecezji hradeckiej w Czechach. Według stanu na styczeń 2016, w jego skład wchodziło 14 parafii.

## Lista parafii
| Lp. | Miejscowość          | Parafia                                        | Kościół                                                    | Grafika |
| --- | -------------------- | ---------------------------------------------- | ---------------------------------------------------------- | ------- |
| 1   | Bystřec              | Parafia św. Jakuba Starszego Apostoła          | Kościół św. Jakuba Starszego Apostoła w Bystřcu            |         |
| 2   | Čenkovice            | Parafia św. Wawrzyńca, diakona i męczennika    | Kościół św. Wawrzyńca w Čenkovicach                        |         |
| 3   | Dolní Čermná         | Parafia św. Jerzego, męczennika                | Kościół św. Jerzego w Dolní Čermnej                        |         |
| 4   | Horní Heřmanice      | Parafia św. Jerzego, męczennika                | Kościół św. Jerzego w Horních Heřmanicach                  |         |
| 5   | Jablonné nad Orlicí  | Parafia św. Bartłomieja Apostoła               | Kościół św. Bartłomieja Apostoła w Jablonném nad Orlicí    |         |
| 6   | Klášterec nad Orlicí | Parafia Trójcy Przenajświętszej                | Kościół Trójcy Przenajświętszej w Kláštercu nad Orlicí     |         |
| 7   | Králíky              | Parafia św. Michała Archanioła                 | Kościół św. Michała Archanioła w Králíkach                 |         |
| 8   | Králíky              | Parafia Wniebowzięcia Najświętszej Maryi Panny | Kościół Wniebowzięcia Najświętszej Maryi Panny w Králíkach |         |
| 9   | Kunvald v Čechách    | Parafia św. Jerzego, męczennika                | Kościół św. Jerzego w Kunvaldzie v Čechách                 |         |
| 10  | Letohrad             | Parafia św. Wacława, męczennika                | Kościół św. Wacława w Letohradzie                          |         |
| 11  | Nekoř                | Parafia św. Mikołaja, biskupa                  | Kościół św. Mikołaja w Nekořy                              |         |
| 12  | Valteřice            | Parafia Podwyższenia Krzyża Świętego           | Kościół Podwyższenia Krzyża Świętego w Valteřicach         |         |
| 13  | Výprachtice          | Parafia Przemienienia Pańskiego                | Kościół Przemienienia Pańskiego w Výprachticach            |         |
| 14  | Žamberk              | Parafia św. Wacława, męczennika                | Kościół św. Wacława w Žamberku                             |         |